# HAT-P-37
HAT-P-37 — звезда, которая находится в созвездии Дракона на расстоянии около 1340 световых лет от нас. Вокруг звезды обращается, как минимум, одна планета.

## Характеристики
HAT-P-37 — звезда 13,23 видимой звёздной величины; впервые упоминается в каталоге GSC под наименованием GSC 03553-00723. В настоящий момент более распространено наименование HAT-P-37, данное командой исследователей из проекта HATNet. Звезда представляет собой жёлтый карлик, имеющий массу и радиус, равные 92 % и 87 % солнечных соответственно. Температура поверхности составляет около 5500 кельвинов. Светимость звезды равна 62 % солнечной. Возраст HAT-P-37 астрономами оценивается приблизительно в 3,6 миллиарда лет.

## Планетная система
В начале 2012 года группой астрономов, работающих в рамках проекта HATNet, было объявлено об открытии планеты HAT-P-37 b в системе. Это типичный горячий юпитер, обращающийся на расстоянии 0,037 а. е. от родительской звезды. Масса и радиус планеты равны 1,17 и 1,18 юпитерианских соответственно. Эффективная температура оценивается в 1271 кельвинов. Открытие было совершено транзитным методом.